# Rinkkaansaaret
Rinkkaansaaret är öar i Finland. De ligger i sjön Maavesi och i kommunen Pieksämäki i den ekonomiska regionen  Pieksämäki ekonomiska region och landskapet Södra Savolax, i den södra delen av landet, 260 km nordost om huvudstaden Helsingfors. Arean för den av öarna koordinaterna pekar på är omkring 940 kvadratmeter och dess största längd är 50 meter i sydöst-nordvästlig riktning.